# Via Flaminia
Via Flaminia je bila antična rimska cesta, ki je vodila iz Rima čez Apenine do Ariminuma (sodobni Rimini) na obali Jadranskega morja, zaradi razbrazdanosti gora pa je bila glavna možnost, ki so jo Rimljani uporabljali za pot med Etrurijo, Lacijem, Kampanijo in Padsko dolino. Danes je enaka cesta, ki jo še vedno imenujejo z istim imenom na večjem delu razdalje, vzporedna ali prekrita s Strada Statale (SS) 3, ki se v Laciju in Umbriji imenuje tudi Strada Regionale (SR) 3 in Strada Provinciale (SP) 3 v Marki. Zapušča Rim, gre navzgor po Val Tevere (Dolina Tibere) in vstopi v gore pri Castello delle Formiche, se vzpne na Gualdo Tadino in nadaljuje nad razcepom na prelazu Scheggia (575 m) do Caglija. Od tam se spušča ob vodnih poteh vzhodnega pobočja med Toskansko-Emilijskimi in Umbrijskimi Apenini do kraja Fano na obali in gre proti severu, vzporedno z avtocesto A1 do Riminija.
To pot, ki je bila nekoč primerna za rimske državljane in druge popotnike, je zdaj obremenjena s težkim prometom med severno Italijo in glavnim mestom Rim. Ostaja državna cesta, medtem ko promet prevzemata železnica in avtocesta skozi desetine predorov med Firencami in Bologno.

## Zgodovina
Zgradil jo je Gaj Flaminij ko je bil cenzor (220 pr. n. št.). Viri omenjajo pogoste izboljšave, ki so jih izvajali v cesarskem obdobju. August je uvedel splošno obnovo cest po Italiji in dodelil nadzor nad različnimi regijami različnim senatorjem. Flaminijo si je rezerviral zase in obnovil vse mostove, razen Pons Mulvius, ki prečka Tibero, 3 kilometre severno od Rima (zgradil ga je Mark Emilij Scaur leta 109 pr. n. št.) in neznani Pons Minucius. Slavolok je bil postavljen v njegovo čast na nekdanjem mostu in pri Ariminumu, ki je ohranjen še danes. Vespazijan je zgradil nov predor pod prelazom Intercisa (Furlo) leta 77, Trajan pa je, kot kažejo napisi, popravil več mostov ob cesti. 
V srednjem veku je bila znana kot cesta Ravenna, saj je vodila do takrat pomembnejšega mesta Ravena. Po koncu Ravenskega eksarhata je v obdobju Langobardov razpadla, vendar je bila v renesančni dobi delno rekonstruirana in še naprej vojaškega pomena vse do napoleonske dobe in druge svetovne vojne. Kot SS 3 (Strada Statale 3) ostaja ena glavnih cest od Rima do obale Jadrana.
Pomen antične Via Flaminia je dvojen. V obdobju rimske ekspanzije v 3. in 2. stoletju pred našim štetjem je Flaminia, s cenejšo morsko potjo, postala glavna prometna os, po kateri je pšenica iz Padske doline oskrbovala Rim in osrednjo Italijo. V obdobju rimskega propada je bila Flaminia glavna cesta, ki je vodila v osrčje Italije. Zavzel jo je Julij Cezar na začetku državljanske vojne, pa tudi različne germanske vojaške sile in bizantinski generali. Številne večje bitke so se zato odvijale ob Via Flaminia ali blizu nje, na primer pri Sentinumu (blizu sodobnega Sassoferrata) in blizu Tadinuma (sodobni Gualdo Tadino). V zgodnjem srednjem veku je cesta, ki jo je nadziralo Vzhodno rimsko cesarstvo, omogočala vpliv, ki ga zgodovinarji imenujejo bizantinski koridor.

## Antični potek
Via Flaminia se začne pri Porta del Popolo v Avrelijevem obzidju v Rimu: Via del Corso (Via Lata), ki povezuje Campidoglio z vrati, se lahko šteje za urbani del Via Flaminie. Cesta nato vodi proti severu, precej sodobnih ostankov je tlak pod moderno cesto in gre nekoliko proti vzhodu od etruščanskega najdišča Falerii (Civita Castellana), ki z mostom čez Tibero, katerega rahli ostanki so še vedno "Pile d 'Augusto", preide v Umbrijo. Od tam se je podala v Ocriculum (Otricoli) in Narnio (Narni), kjer je čez reko Nero prešla s Ponte d'Augusto, največjim rimskim mostom, ki je bil kdaj koli zgrajen, čudovito štirinadstropno strukturo, na katero namiguje Marcial , katerega en lok še danes stoji. Naprej je  sledila sprva moderna cesta do Casuentuma (San Gemini), kjer gre čez dva lepo ohranjena antična mostova, skozi Carsulae do Vicus Martis Tudertium (blizu sodobnega Massa Martana), nato Mevania (Bevagna) in od tod do Forum Flaminii (S. Giovanni Profiamma). Pozneje je bila sprejeta bolje speljana pot od Narnije do Foruma Flaminii, ki je povečala razdaljo za 12 rimskih milj (18 km) in prešla Interamna Nahars (Terni), Spoletium (Spoleto) in Fulginium (Foligno) - od koder se je odcepila cesta v Perusio (Perugia).
Od Forum Flaminii, kjer sta se obe veji združili, se je via Flaminia odpravila do Nuceria Camellaria (Nocera Umbra) - od koder se je odcepila cesta do Septembra in nato do Ancone ali do Tolentinuma (Tolentino) in Urbs Salvia (Urbisaglia) - in Helvillum (mesto negotovo, verjetno Sigillo, morda pa Fossato di Vico), da bi prečkala glavni greben Apeninov, tempelj Jupitra Apenninusa, ki stoji na vrhu vrha prelaza ali blizu njega po mnenju enega antičnega avtorja. Od tam se je spustila do mesta Cales (Cagli), kjer je po soteskah reke Burano peljala proti severovzhodu.
Najožji prehod je prečkal predor, vklesan v trdo skalo: prvi predor, očitno iz 3. stoletja pred našim štetjem, je Vespazijan nadomestil s sosednjim predorom. To je sodobni Gola del Furlo (prelaz Furlo), katerega starodavno ime Intercisa pomeni 'prerezano' glede na te predore. Sodobna dvopasovna cesta, SS 3 Flaminia, še vedno uporablja Vespazijanov predor (38,30 m dolg in visok 5,95 m), cesarjev posvetilni napis še vedno velja; vidni so tudi ostanki prejšnjega predora.
Flaminia se je pojavila iz sotesk Apeninov pri Forum Sempronii (Fossombrone) in dosegla obalo Jadrana pri Fanum Fortunae (Fano). Od tod je vodila severozahodno od Pisauruma (Pesaro) do Ariminuma (Rimini). Skupna razdalja od Rima je znašala 210 rimskih milj (ali 311 km) po starejši cesti in 222 rimskih milj (ali 329 km) po novejši. Cesta je dobila ime po sodnem okrožju Italije od 2. stoletja dalje, nekdanjem ozemlju Senonov, ki je bilo sprva povezano z Umbrijo (s čimer je pod Avgustom nastalo šesto območje Italije, imenovano Umbria et Ager Gallicus), ki pa je bilo po Konstantinu vedno upravljano s Picenumom. 

### Via Flaminia minor
Via Flaminia minor (Via Flaminia Militare) je bila zahodnejša pot, ki jo je zgradil Gaj Flaminij (sin nekdanjega Gaja Flaminija) leta 187 pred našim štetjem iz Bononie (Bologna) do Arretiuma (Arezzo). Postopoma je padla iz uporabe in izginila po srednjem veku. Njen natančen potek ni znan, čeprav sta leta 1977 Franco Santi in Cesare Agostini trdila, da sta našla ostanke, kar pa še niso potrdili. 

## Ostanki
Dosedanje ostanke ceste sestavljajo redke zaplate tlaka (daleč največji, s prekinitvami, je odsek, dolg približno 800 metrov pri Rignano Flaminio v severnem Laciju), vendar pa večina mostov, naštetih tukaj po vrstnem redu iz Rima:
- Od Rima do Narnija:
  - Milvijski most (Ponte Milvio)
  - Pile di Augusto
  - Ponte Sanguinaro S v Narniju
  - velik most pri Narniju
- vzdolž zahodnega kraka:
  - Ponte Caldaro, poškodovan v drugi svetovni vojni
  - Ponte Calamone oba pred Sangeminijem
  - Ponte Fonnaia v bližini Acquasparta
  - most tik pred Acquasparto, na katerem je bila zgrajena cerkev S. Giovannija de Butrisa
  - Ponte del Diavolo v Cavallari blizu Bastarda
- vzdolž vzhodnega kraka:
  - Ponte Sanguinaro v Spoletu
  - redki ostanki mostu pri Pontebariju

- Potem ko se kraka ponovno združita pri S. Giovanni Profiamma:
  - mostu podobna zgradba v Pieve Fanonici
  - Le Spugne v bližini Nocera Umbra
  - trije mostovi v občini Fossato di Vico (eden od njih pravilno pripada odcepu od glavnega kraka Flaminije)
  - Ponte Spiano v Costacciaroju
  - impozantni most pri Vili Scirca, razstreljen v drugi svetovni vojni
  - pet mostov v občini Cantiano, blizu Pontedazza in Pontericcioli
  - Ponte Mallio (ali Manlio) v Cagliju, ki je delno predrimske (umbrijske) gradnje
  - Predor na prelazu Furlo

Drugi pomembni rimski ostanki ob cesti, razen tistih v posameznih mestih, vključujejo nekaj stolpnih grobnic med Bevagnom in Folignom; zlasti na vzhodnem kraku Flaminije, na območju med Spoletom in Trevijem, številne majhne romanske cerkve, delno zgrajene iz ponovno uporabljenega rimskega kamna (spolia) - vključno z nekaj napisi - precej jasno označujejo ravno črto ceste. Majhen odsek ceste ostane v razvalinah Carsulaeja, kjer gre skozi impresiven Arco di Traiano (Trajanov slavolok).

## Šport
Cesta je bila uporabljena kot del posamične cestne kolesarske etape na poletnih olimpijskih igrah 1960 v Rimu.
V Rimu gre mimo in dodeli ime športnemu stadionu Stadio Flaminio